# Stor-Svanutjärnen
Stor-Svanutjärnen är en sjö i Skellefteå kommun i Västerbotten och ingår i Rickleåns huvudavrinningsområde.